# Esben et la sorcière
Esben et la sorcière (danois : Esben og Troldheksen) est un conte de fées populaire danois recueilli pour la première fois par Jens Kamp et repris dans les Fairy Books d'Andrew Lang. Une version du conte figure également dans A Book of Witches et A Choice of Magic, de Ruth Manning-Sanders. Il s'agit d'un conte de type Aarne-Thompson 327B (un petit garçon vainc un ogre). Dans ce conte, un garçon nommé Esben déjoue une méchante sorcière afin d'obtenir les trésors magiques pour le bien de ses frères.
Le conte est peu connu en France. Dans la culture populaire, le groupe britannique de rock Esben and the Witch reprend leur nom de ce conte.